# El Peric (Mura)
Balma del Perich és una obra de Mura (Bages) protegida com a Bé Cultural d'Interès Local.

## Descripció
La balma obrada del Peric es troba molt propera al nucli urbà de Mura. Es tracta d'una construcció emplaçada dins una gran balma d'uns 7m de profunditat i 30 m de longitud. Part de la masia sobresurt de la balma uns 5m i ocupa una longitud aproximada de 25m, és a dir, quasi tota la balma. Té una superfície construïda de prop de 470m2 repartits en dues plantes. La planta baixa era destinada a magatzem, celler, i estable. Una escala dona accés al primer pis que era destinat a habitatge. Trobem habitacions, menjador i cuina; hi ha una finestra amb llinda i brancals de pedra i una terrassa exterior coberta amb volta.
Les parets estan fetes amb blocs de pedra tallada amb un gruix d'entre 54 i 60cm. A nivell del primer pis la façana és arrebossada. El sostre del primer pis és la cavitat interior de la balma, mentre que la zona que sobresurt de la balma és de volta feta amb pedra tosca. El paviment és de toves a les zones habitades i la resta de pedra natural. Aquesta volta de pedra tosca es repeteix a la planta baixa i al pis, de manera que la façana principal de la casa de la balma presenta dos arcs de volta a la planta baixa, i dos al pis.
Hi ha dependències a part de la balma destinades a feines del camp: una premsa de vi, tres tines circulars, corral, magatzem de carbó, una font natural amb degoteig constant i amb una cisterna per recollir l'aigua.
Una segona construcció més tardana que es va convertir en l'habitatge principal amb el temps. És una casa de planta rectangular, coberta amb teulada a doble vessant amb el carener perpendicular a la façana que s'obre a l'era que es troba entre les dues cases. Té planta, pis i golfes i aprofita un desnivell del terreny de manera que l'accés a la planta baixa i al pis es fa a peu pla des de dues bandes diferents.

## Història
El document més antic fa referència a una definició feta per Jaume de Peric de la sagrera de Sant Martí de Muredine el 1326 al sagristà de Sant Llorenç del Munt, per la compra d'una terra a les Comes (spèculo de Sant Llorenç). Tot i que aquest document ja confirma que a la sagrera de Mura hi havia la casa dels Peric, probablement la casa de la balma fou anterior si tenim en compte la seva estructura. El 1597 la vídua d'Antoni Peric va vendre unes cases a la sagrera de Sant Martí a Pere del Bes. Altre document de 1617 fa esment de vendes de terres que feia Joan Peric hereu del mas Peric del terme de Mura a Joan Vila, sabater de la mateixa vila i parròquia. La terra estava en alou de Jaume Cordellés senyor del castell de Mura.
Tot i que la casa és d'origen medieval, molts elements s'han anat afegint en diferents èpoques, ja que ha estat habitada amb continuïtat.